# Kunmingosaurus
Kunmingosaurus (“lagarto de Kunming”) el género de dinosaurio sauropodomorfo basale que vivió a principio del  período Jurásico, hace 185 millones de años entre el Toarciano. Encontrado en la Formación Lufeng, Wudung, Provincia de Yunnan, China, en 1954. La especie tipo es Kunmingosaurus wudingensis, fue nombrado por Dong en 1992. Como una rareza para un dinosaurio no descrito, se lo encuentra totalmente preparado y montado. Tenía una cabeza profunda y una mandíbula inferior con los dientes en forma de cuchara. Media alrededor de 11 metros de largo, con un cuello relativamente corto.